# Station Tynset
Station Tynset is een station in  Tynset in fylke Innlandet  in  Noorwegen. Het station, gelegen op bijna 500 meter hoogte, werd geopend in 1877. Het is een ontwerp van Peter Andreas Blix. Tynset ligt aan  Rørosbanen.